# Memoriał Eugeniusza Nazimka 1987
Memoriał im. Eugeniusza Nazimka 1987 – 5. edycja turnieju w celu uczczenia pamięci polskiego żużlowca Eugeniusza Nazimka, który odbył się dnia 23 sierpnia 1987 roku. Turniej wygrał Jan Krzystyniak.

## Wyniki
- Stadion Stali Rzeszów, 23 sierpnia 1987

| Msc. | Zawodnik           | Klub    | Pkt  |  |  |
| ---- | ------------------ | ------- | ---- |  |  |
| 1    | Jan Krzystyniak    | Leszno  | 14   |  |  |
| 2    | Antoni Skupień     | Rybnik  | 12+3 |  |  |
| 3    | Ryszard Czarnecki  | Rzeszów | 12+2 |  |  |
| 4    | Wojciech Załuski   | Opole   | 11+3 |  |  |
| 5    | József Petrikovics | Węgry   | 11+2 |  |  |
| 6    | Piotr Pawlicki     | Leszno  | 11   |  |  |
| 7    | János Balog        | Węgry   | 10   |  |  |
| 8    | Grzegorz Kuźniar   | Rzeszów | 7    |  |  |

Uwaga!: brak danych 9-16 mce.